# 格蘭德湖 (紐芬蘭-拉布拉多省)
48°54′43″N 57°30′05″W / 48.91194°N 57.50139°W
格蘭德湖是加拿大的湖泊，由紐芬蘭-拉布拉多省負責管轄，長100公里，面積534平方公里，流域面積5,030平方公里，海拔高度85米，最大水深逾300米。